# 22. lipnja
22. lipnja (22. 6.) 173. je dan godine po gregorijanskom kalendaru (174. u prijestupnoj godini).
Do kraja godine imaju još 192 dana.

## Događaji
- 1593. – Veličanstvena pobjeda hrvatske vojske pod vodstvom bana Tome Erdedija kod Siska. Turci su tada zaustavljeni na putu u Beč.
- 1910. – Prvi let u Hrvatskoj, avionom konstruktora Slavoljuba Penkale izveo je 22./23. lipnja pilot Dragutin Novak u Zagrebu.
- 1941. – Vojska Trećeg Reicha napala je Sovjetski Savez u sklopu operacije Barbarossa.
- 1941. – Osnovan je Prvi sisački partizanski odred u Brezovici kod Siska, prvi odred narodno oslobodilačke vojske Hrvatske. Njegovo osnivanje označilo je početak organizirane antifašističke borbe u Hrvatskoj i početak oružanog otpora u Jugoslaviji. Od stjecanja hrvatske neovisnosti ovaj se dan obilježava kao Dan antifašističke borbe.
- 1978. – Otkriven je Haron, najveći Plutonov mjesec.
- 2006. – Stalni savjet OSCE-a formalno je potvrdio da je Republika Crna Gora postala 56. članica te međunarodne organizacije.

| - 1757. – George Vancouver, britanski časnik († 1798.) - 1767. – Wilhelm von Humboldt, njemački filozof († 1835.) - 1805. – Giuseppe Mazzini, talijanski revolucionar († 1872.) - 1837. – Paul Morphy, američki šahist († 1884.) - 1861. – Maximilian von Spee, njemački vice-admiral († 1914.) - 1864. – Hermann Minkowski, njemački matematičar i fizičar († 1909.) - 1887. – Julian Huxley, engleski biolog († 1975.) - 1898. – Erich Maria Remarque, njemački književnik († 1970.) - 1905. – Romano Amerio, švicarski teolog, filozof i publicist († 1997.) - 1939. – Stanislav Pavlić, hrvatski političar († 1997.) - 1965. – Suzana Nikolić, hrvatski glumac - 1971. – Mary Lynn Rajskub, američka glumica - 1981. – Andoni Iraola, španjolski nogometaš - 1984. – Janko Tipsarević, srbijanski tenisač - 1987. – Danny Green, američki košarkaš - 1988. – Omri Casspi, izraelski košarkaš | - 1101. – Roger I., normanski vojvoda (* 1031.) - 1276. – Inocent V., papa (* 1225.) - 1535. – Ivan Fisher, engleski biskup i svetac (* 1469.) - 1911. – Augustin Čengić, hrvatski pisac (* 1855.) - 1936. – Moritz Schlick, austrijski fizičar (* 1882.) - 1960. – Vladimir Stahuljak, hrvatski skladatelj, orguljaš i zborovođa (* 1876.) - 1969. – Judy Garland, američka glumica (* 1922.) - 1984. – Pavao Bačić, hrvatski književnik i skladatelj (* 1921.) - 1987. – Fred Astaire, američki filmski glumac i plesač (* 1899.) - 1990. – Ilja Mihajlovič Frank, ruski fizičar i dobitnik Nobelove nagrade (* 1908.) - 1993. – Pat Nixon, supruga Richarda Nixona (* 1912.) - 2008. – George Carlin, američki glumac i komičar (* 1937.) - 2015. – James Horner, američki glazbenik (* 1953.) - 2017. – Quett Masire, bocvanski političar i predsjednik (* 1925.) - 2018. – Vinnie Paul, američki glazbenik (* 1964.) |

- Stavka popisa s grafičkim oznakama

## Blagdani i spomendani
- Dan antifašističke borbe u Hrvatskoj
- Dan grada  Ivanca
- Sveti Ivan Fisher